# Lembeh (eiland)

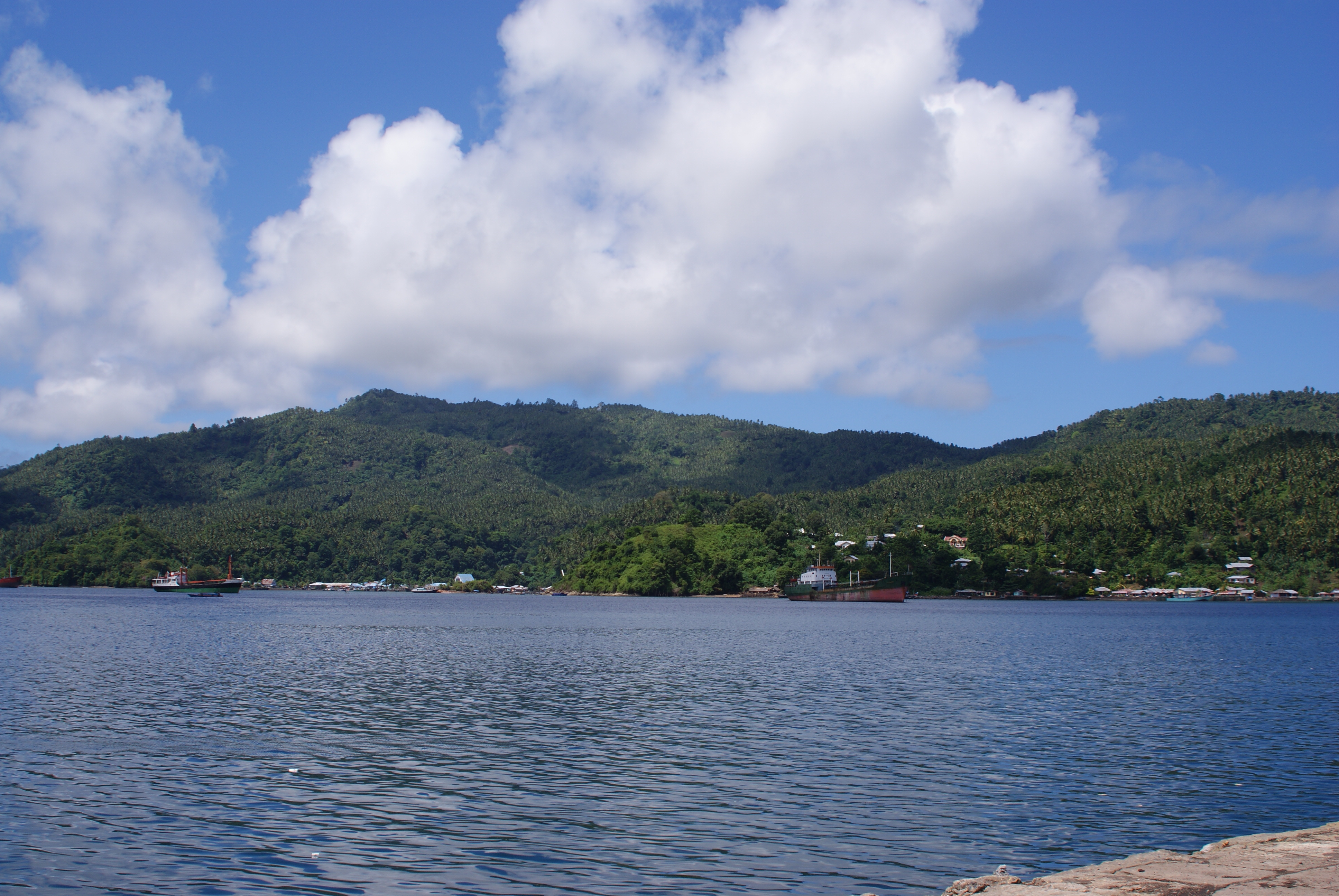
Uitzicht op Lembeh, gezien vanuit Bitung

Lembeh (Indonesisch: Pulau Lembeh) is een Indonesisch eiland gelegen in de Molukse Zee. Het eiland ligt voor de noord-oostkust van Sulawesi, bij de stad Bitung, waarvan het wordt gescheiden door de Straat Lembeh.

## Administratieve indeling
Het eiland is administratief opgedeeld in twee districten  Noord-Lembeh en Zuid-Lembeh, die deel uit maken van de administratieve regio Bitung in de provincie Noord-Sulawesi. Noord-Lembeh is verder ingedeeld in 7 dorpen, en Zuid-Lembeh in 10 dorpen.

### Dorpen in Noord-Lembeh

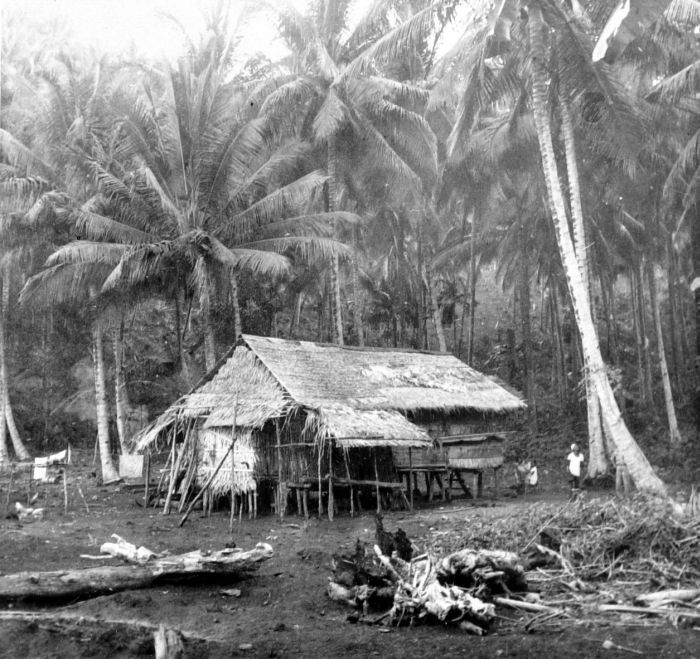
Visserswoning op Lembeh in 1948

- Batulubang
- Dorbolaang
- Kelapa Dua
- Pancuran
- Papusungan
- Pasir Panjang
- Paudean

### Dorpen in Zuid-Lembeh
- Batukota
- Binuang
- Gunung Woka
- Kareko
- Lirang
- Mawali
- Motto
- Nusu
- Pintukota
- Posokan

## Toerisme
De Straat Lembeh is een populaire locatie voor duikers.